# Saif al-Rahbi
Saif al-Rahbi (Suroor, 1956) è un poeta omanita.

## Biografia
Saggista e scrittore Saif al-Rahbi nacque in Oman, in un villaggio chiamato Suroor. Nel 1970, mentre era ancora adolescente, al-Rahbi fu mandato a scuola al Cairo. In seguito, ha vissuto e lavorato all'estero per molti anni, oltre che al Cairo, a Damasco, in Algeria, a Parigi e a Londra. Alla fine, tornò in Oman e fondò Nizwa, la principale rivista culturale trimestrale dell'Oman e di cui è attualmente caporedattore.

## Opere
La terza raccolta di poesie di Al-Rahbi, Le campane di Rapture (1985), lo ha consacrato come una nuova importante voce della poesia araba. 
Al-Rahbi ha pubblicato, ad oggi, diversi libri di poesia e prosa.  Il suo lavoro è apparso sulla rivista Banipal, dove è anche consulente editoriale.  Era nella giuria del Premio arabo Booker 2010, ed è stato anche giudice di Beirut39, un concorso tenutosi nel 2009-10 per identificare i giovani scrittori arabi più promettenti.